# Daniel J. Travanti
Daniel J. Travanti, eigentlich Danielo Giovanni Travanti (* 7. März 1940 in Kenosha, Wisconsin) ist ein US-amerikanischer Schauspieler.

## Leben
Danielo Giovanni Travanti wurde als eines von fünf Kindern italienischer Einwanderer in Kenosha, Wisconsin geboren. Während seiner Schulzeit war Travanti ein guter Schüler und Sportler, weswegen er Stipendien von der Harvard University, der Princeton University und dem Dartmouth College erhielt. Er entschied sich für ein Studium an der University of Wisconsin–Madison. Während dieser Zeit kam er mit der Schauspielerei in Berührung und entschied sich gegen sein Footballstipendium und für ein Studium an der Yale School of Drama. Ab Mitte der 1960er Jahre trat er in mehreren Fernsehserien auf und debütierte schließlich in der Rolle des Carlo in dem 1965 erschienenen und von Joseph Cates inszenierten Krimi-Drama Who Killed Teddy Bear an der Seite von Sal Mineo, Juliet Prowse und Elaine Stritch auf der Leinwand.
Von 1981 bis 1987 spielte Travanti eine der Hauptrollen in der Fernsehserie Polizeirevier Hill Street. An der Seite von Veronica Hamel, Bruce Weitz und Joe Spano spielte er die Figur der Captain Francis X. Furillo. Dafür wurde er von 1981 bis 1985 fünf Mal in Folge als Bester Hauptdarsteller in einer Dramaserie für einen Emmy nominiert, wobei er den Preis 1981 und 1982 jeweils gewann. Außerdem war er von 1982 bis 1986 fünf Mal in Folge für einen Golden Globe Award als Bester Serien-Hauptdarsteller – Drama nominiert, wobei er mit dem Preis bei den Golden Globe Awards 1982 ausgezeichnet wurde.

## Filmografie (Auswahl)

### Film
- 1965: Who Killed Teddy Bear
- 1971: Die Organisation (The Organization)
- 1975: Der Tag der Abrechnung (St. Ives)
- 1980: It’s My Turn – Ich nenn’ es Liebe (It’s My Turn)
- 1984: Ein bißchen blond (Qualcosa di biondo)
- 1986: Adam – Sein Schicksal weist den Weg (Adam: His Song Continues)
- 1986: Ed Murrow – Reporter aus Leidenschaft (Murrow)
- 1988: Midnight Crossing – Nur das Meer ist ihr Zeuge (Midnight Crossing)
- 1989: Millennium – Die 4. Dimension (Millennium)
- 1989: Nacht des Terrors – Mord in New York City (Howard Beach: Making a Case for Murder)
- 1990: Megaville
- 1991: Codewort: Dragonfire (Tagget)
- 1991: Und es gab nur einen Zeugen (Eyes of a Witness)
- 1992: Meine kleine Farm (The Christmas Stallion)
- 1992: Rivalinnen (Weep No More, My Lady)
- 1993: Der Kindermörder – Eine Familie in Angst (In the Shadows, Someone’s Watching)
- 1994: Meine Welt zerbricht (My Name Is Kate)
- 1995: Im Sumpf des Verbrechens (Just Cause)

### Serien
- 1964: Preston & Preston (The Defenders, Folge 4x10)
- 1966: Perry Mason (Folge 9x16)
- 1966: Flipper (Folgen 2x25, 2x26)
- 1968–1974: FBI (The F.B.I., vier Folgen)
- 1969–1971: Twen-Police (The Mod Squad, drei Folgen)
- 1971: Mannix (Folge 5x12)
- 1972: Cannon (Folge 1x15)
- 1972: Kobra, übernehmen Sie (Mission: Impossible, Folge 6x17)
- 1973–1976: Barnaby Jones (drei Folgen)
- 1974: Rauchende Colts (Gunsmoke, zwei Folgen)
- 1974–1976: Kojak – Einsatz in Manhattan (Kojak, zwei Folgen)
- 1979: Hart aber herzlich (Hart to Hart, Folge 1x08)
- 1981–1987: Polizeirevier Hill Street (Hill Street Blues, 144 Folgen)
- 1993–1994: Missing Persons (17 Folgen)
- 1995: Outer Limits – Die unbekannte Dimension (The Outer Limits, Folge 1x21)
- 1997: Poltergeist – Die unheimliche Macht (Poltergeist: The Legacy, sieben Folgen)
- 2005–2006: Prison Break (zwei Folgen)
- 2008: Grey’s Anatomy (Folge 5x03)
- 2010: Criminal Minds (Folge 6x03)
- 2011–2012: Boss (elf Folgen)
- 2016–2019: Navy CIS: L.A. (NCIS: Los Angeles, fünf Folgen)